# Germanium(II)-oxid
Germanium(II)-oxid ist eine anorganische chemische Verbindung des Germaniums aus der Gruppe der Oxide.

## Gewinnung und Darstellung
Germanium(II)-oxid kann durch Reaktion von Germanium(IV)-oxid mit Phosphinsäure oder Germanium gewonnen werden.
{\displaystyle \mathrm {GeO_{2}+H_{3}PO_{2}\longrightarrow GeO+H_{3}PO_{3}} }
{\displaystyle \mathrm {GeO_{2}+Ge\longrightarrow 2\ GeO} }

## Eigenschaften
Germanium(II)-oxid ist ein gelber Feststoff, der beim Kochen unter Wasser braun wird. An Luft beginnt bei etwa 550 °C langsam die Oxidation. Er enthält meist einige Prozent Germanium(IV)-oxid und ist leicht oxidierbar. Das durch Reduktion von Germanium(IV)-oxid mit Germanium gewonnene Produkt ist kristallin und diamagnetisch.